# 아르차나 굽타
아르차나 굽타(Archana Gupta, 1990년 3월 1일 ~ )는 인도의 모델, 배우이다.

## 같이 보기
- 인도 영화 배우 목록